# Falconara Marittima
Falconara Marittima je italské město na pobřeží Jaderského moře v oblasti Marche, provincii Ancona.

## Vývoj počtu obyvatel
Počet obyvatel

## Sousední obce
| Růžice kompasu |               |                     |        | Růžice kompasu |
| Růžice kompasu | Montemarciano | Sever               | Ancona | Růžice kompasu |
| Růžice kompasu | Montemarciano | Falconara Marittima | Ancona | Růžice kompasu |
| Růžice kompasu | Montemarciano | Jih                 | Ancona | Růžice kompasu |
| Růžice kompasu | Chiaravalle   | Camerata Picena     |        | Růžice kompasu |